# 要綱
| ウィキペディアには「要綱」という見出しの百科事典記事はありません（タイトルに「要綱」を含むページの一覧/「要綱」で始まるページの一覧）。 代わりにウィクショナリーのページ「要綱」が役に立つかもしれません。 |